# Caïn, aventures des mers exotiques
Pour plus de détails, voir Fiche technique et Distribution.
Caïn, aventures des mers exotiques est un film français réalisé par Léon Poirier et sorti en 1930.

## Synopsis
Un matelot vole le portefeuille et le sac d'un passager lors d'une escale, et s'enfuit vers une île déserte où il vit avec une femme indigène.

## Fiche technique
- Titre anglais : Cain, Savage Bride, Rama, the canibal girl[1]
- Réalisation : Léon Poirier
- Coréalisation : Emil-Edwin Reinert
- Scénario : Léon Poirier
- Production :  Compagnie Universelle Cinématographique
- Lieu de tournage : île de Nosy Be, Madagascar[2]
- Photographie : Georges Million
- Musique : André Petiot
- Durée : 91 minutes
- Dates de sortie: 
  - 28 novembre 1930 : Paris
  - 13 février 1931 : Suède
  - 17 janvier 1932 : USA

## Distribution
- Thomy Bourdelle : Caïn
- Rama-Tahé : Zouzour

## Exploitation
Les droits du film ont été acquis par H.K.S Distributors en 1948 et il est ressorti sous le titre Savage Bride.